# Sils (Spanyolország)
Sils település Spanyolországban, Girona tartományban. Sils Vilobí d’Onyar, Caldes de Malavella, Vidreres, Maçanet de la Selva, Riudarenes és Santa Coloma de Farners községekkel határos. Lakosainak száma 6720 fő (2024).

## Népesség
A település népessége az elmúlt években az alábbi módon változott:
| Lakosok száma | 243  | 1316 | 1401 | 1621 | 2043 | 3693 | 5127 | 5851 | 6093 | 6720 |
|               | 1717 | 1887 | 1936 | 1960 | 1986 | 2004 | 2009 | 2014 | 2019 | 2024 |